# مهدی‌آباد (ساوجبلاغ)
قائمیه (نام قبلی: مهدی آباد) منطقه‌ای در جنوب شرقی شهرستان چهارباغ و در کنارهٔ جادهٔ قزلحصار می‌باشد. این منطقه طبق سرشماری سال ۱۳۸۵، دارای بیش از ۱۸۰۰۰ نفر جمعیت می‌باشد.
قائمیه دارای پنج محله به نام‌های صفرآباد، مهدی‌آباد، شهرک امام رضا، شهرک دانشگاه و شهرک علوی می‌باشد.